# Els Pirineus
|  | Aquest article tracta sobre l'òpera catalana. Si cerqueu el massís muntanyós, vegeu «Pirineus». |

Els Pirineus és una òpera catalana en tres quadres i un pròleg composta per Felip Pedrell, amb llibret basat en la trilogia Els Pirineus de Víctor Balaguer (1893), estrenada al Gran Teatre del Liceu el 1902 en italià, tal com era costum.
Després de l'èxit de la reestrena de L'último abenzeraggio l'any 1889, Pedrell rebé nombrosos estímuls per tornar a compondre òperes. El que volia Pedrell era donar una resposta a l'òpera de Tomás Bretón Los amantes de Teruel.
Pedrell s'avançà el 1891 als intents de Bretón de posar música a dos drames escrits per Víctor Balaguer, Lo comte de Foix i Raig de Lluna. Mentre el compositor tortosí anava treballant en el que serien els dos primers actes d'Els Pirineus, Balaguer ampliava la seva obra sobre albigesos, trobadors i inquisidors amb el que esdevindria el pròleg i el tercer acte de l'òpera. Al començament tenia la intenció d'anomenar-la El comte de Foix i més tard, a causa dels treballs d'ampliació, li volia posar el títol El cant dels Pirineus. Al cap dels mesos, Pedrell perfilà la idea de la trilogia amb un pròleg -potser per certes connotacions amb la tetralogia wagneriana, i afinitats amb la intenció de reforma del drama líric.

## Reestrena al Liceu
El Liceu en recuperà alguns fragments al concert Els hereus de la Renaixença de la temporada 1999-2000 i en reestrenà una versió concertant, els dies 17 i 19 de febrer de 2003 segons una edició d'Edmon Colomer i Francesc Cortès.